# Barrio Nuevo Mundo (Bolivia)
El Barrio Nuevo Mundo está ubicado en la ciudad de Santa Cruz de la Sierra, en el Departamento de Santa Cruz, Bolivia. 
Fundado el 24 de septiembre de 2002, es conocido por ser ganador del concurso Barrios Pintudos organizado por el CEDURE y el programa de televisión 2 semanas; con el primer lugar en la categoría áreas verdes en el año 2012 y el primer lugar en el año 2014 También es conocido por encontrarse a 10 cuadras de la cárcel de Palmasola y por haber sido uno de los barrios que se vio afectado durante el Motín en la cárcel Palmasola de 2013.